# Jessie Reyez
Jessica Reyez (Toronto, 13 de junio de 1991), artísticamente conocida como Jessie Reyez, es una cantante y compositora canadiense. Su sencillo "Figures", lanzado en 2016, llegó al puesto 76 en la lista Canadian Hot 100 en 2017. Ha colaborado con artistas de renombre como Chris Brown, Lewis Capaldi, grandson o Calvin Harris. La cantautora describe su sonido como una mezcla de hip-hop, soul y rap.

## Primeros años
Reyez nació en Toronto, Ontario, después de que su familia se mudara de Colombia a Brampton. Aprendió a tocar la guitarra cuando era pequeña y comenzó a escribir su propia música en el instituto. Su familia y ella se mudaron de nuevo a Toronto durante su segundo año de instituto y, después de graduarse, decidió no ir a la universidad para dedicarse a la música. Reyez se mudó a Florida, donde se ganó la vida como camarera y tocando música en la playa. En 2014 volvió a Toronto, después de ser aceptada en el programa The Remix Project's Academy of Recording Arts.

## 2014-2019: Inicios de su carrera musical
En 2014, Reyez y King Louie lanzaron un sencillo conjunto titulado "Living in the Sky". En 2016, publicó sus temas "Shutter Island" y "Figures". Este último se estrenó en el canal de radio Beats 1 y alcanzó el puesto 74 en la lista de hits Billboard Canadian Hot 100.
En abril de 2017, Reyez publicó su EP debut "Kiddo" y su cortometraje "Gatekeeper". Recibió dos nominaciones de los iHeartRadio Much Music Video Awards, en las categorías de Mejor Artista Revelación Canadiense y Vídeo Favorito de los Fans, por "Shutter Island". Reyez actuó en los Bet Awards de 2017, interpretando su tema "Figures", el 25 de junio de 2017 y en El Show de Jimmy Fallon el 8 de agosto del mismo año.
En septiembre de 2017 se publicó su colaboración con Calvis Harris, "Hard to Love", incluida dentro del álbum Funk Wav Bounces, Vol. 1. En el 2018 también colaboró con el DJ estadounidense, escribiendo el hit One Kiss para la cantante Dua Lipa.
En octubre de 2018, Reyez publicó su segundo EP: Being Human in Public con FMLY y Island Records. En el proyectó colabora con JRM, Kehlani y Normani. El EP se colocó en la lista larga para el Premio de Música Polaris 2019. Ganó Grabación de R&B/Soul del año en los Premios Juno de 2019 y fue nominado a Mejor Álbum Urbano Contemporáneo en los Premios Grammy de 2020.

## 2020-2021: BEFORE LOVE CAME TO KILL US
En marzo de 2020, Reyez publicó su esperado álbum debut: BEFORE LOVE CAME TO KILL US. Este resaltó por la gran habilidad de dominar cada género que explora en las diferentes canciones del trabajo. El R&B de los 2010s inspiró a Jessie para esta nueva vertiente de R&B cantautor, que deja entrever el alt-rock o folk que caracteriza el trabajo.
En el LP, Jessie se abre en canal, hablando de diferentes temas, entre los que destacan la muerte y el amor, y como estos se entrelazan entre ellos. Cabe destacar algunas canciones como COFFIN, una nueva colaboración con su recurrente Eminem, además de los singles I DO o LOVE IN THE DARK, baladas desgarradoras.

## 2022: YESSIE
Con este último trabajo discográfico, Jessie nos narra a través de 11 pistas un emotivo viaje que habla sobre el amor, la pérdida, la sanación, la ruptura y la felicidad. El título viene inspirado por el apodo que le dio su familia y por ende es un álbum personal que equilibra un mundo lleno de fatiga, pero también de honestidad. 
La mayoría del disco fue producida por Rykeyz, aunque muchas otras canciones por Tim Suby, colaborador habitual de la músico colombocandiense. Para este disco, la artista decidió no descartar ninguna canción como hizo en trabajos previó, sino trabajar a fondo y perfeccionar cada una de las canciones que empezó para el proyecto discográfico, diciendo “no dejé que canciones murieran”.  
Con YESSIE, Reyez sigue creciendo como artista pero aun así se mantiene fiel a sí misma, con su personal manera de combinar su lengua materna y el inglés, explorar diferentes géneros y escribir letras sinceras, autobiográficas pero cercanas.

## Premios y nombramientos
| Año  | Premio                              | Categoría                           | Trabajo          | Resultado |
| ---- | ----------------------------------- | ----------------------------------- | ---------------- | --------- |
| 2017 | iHeartRadio Much Music Video Awards | Mejor Artista Revelación Canadiense | Herself          |           |
| 2017 | iHeartRadio Much Music Video Awards | Seguidor Fave Vídeo                 | "Shutter Island" |           |

## Discografía

### Singles
| Título    | Año  | Posiciones en listas de hits | Álbum    |
| Título    | Año  | CAN                          | Álbum    |
| --------- | ---- | ---------------------------- | -------- |
| "Figures" | 2016 | 74                           | Kiddo EP |
|           |      |                              |          |

### Álbumes
| Título                      | Detalles de juego extendido                                                |
| --------------------------- | -------------------------------------------------------------------------- |
| Kiddo (EP)                  | - Publicado: 21 de abril de 2017 - Firma: FMLY - Formato: descarga Digital |
| Being human in public (EP)  | - Publicado: agosto de 2018 - Firma: FMLY - Formato: descarga digital      |
| Before love came to kill us | - Publicado: marzo de 2020 - Firma: FMLY - Formato: descarga digital       |
| YESSIE                      | - Publicado: septiembre de 2022 - Firma: FMLY - Formato: descarga digital  |

### Colaboraciones
| Título             | Año                  | Otro artista(s)   | Álbum                       |  |
| ------------------ | -------------------- | ----------------- | --------------------------- |  |
| "Hard to Love"     | Funk Wav Bota Vol. 1 |                   |                             |  |
| Un Vuelo A La      | Romeo Santos         | Golden            |                             |  |
| Promises           | 2018                 | Calvin Harris     |                             |  |
| Good Guy, Nice Guy | 2018                 | Eminem            | Kamikaze                    |  |
| Repeat             | 2018                 | Allan Rayman      |                             |  |
| Broken             | 2018                 | They              |                             |  |
| Rush               | 2018                 | Lewis Capaldi     |                             |  |
| Ocean (remix)      | 2019                 | Karol G           | Ocean                       |  |
| Healing            | 2019                 | SonReal           |                             |  |
| Feels Like Home    | 2019                 | Bea Miller        |                             |  |
| Feel It Too        | 2019                 | Tainy, Tory Lanez |                             |  |
| Hechicera          | 2020                 | Carlos Vives      | Cumbiana                    |  |
| Love You F*ck You  | 2020                 | Lil Wayne         | Funeral (Deluxe)            |  |
| Coffin             | 2020                 | Eminem            | before love came to kill us |  |
| Lo intenté todo    | 2020                 | Reik              |                             |  |